# Lobocleta croceimarginata
Lobocleta croceimarginata là một loài bướm đêm trong họ Geometridae.